# Championnats du monde de natation en petit bassin 1995
Navigation
Édition 1993 Édition 1997
Les 2es championnats du monde de natation en petit bassin se sont déroulés à Rio de Janeiro (Brésil) du 30 novembre au 3 décembre 1995.
À l'occasion de ce rendez-vous mondial de la natation, une piscine provisoire, ainsi que 70 000 places, sont construites sur la fameuse plage de Copacabana.

## Tableau des médailles
| Rang | Pays              | Médaille d'or | Médaille d'argent | Médaille de bronze | Total |
| 1    | Australie         | 12            | 7                 | 6                  | 26    |
| 2    | Chine             | 5             | 2                 | 2                  | 9     |
| 3    | Brésil            | 3             | 2                 | 1                  | 6     |
| 4    | Canada            | 2             | 5                 | 0                  | 7     |
| 5    | Costa Rica        | 2             | 0                 | 0                  | 2     |
| 5    | Cuba              | 2             | 0                 | 0                  | 2     |
| 7    | Allemagne         | 1             | 4                 | 5                  | 10    |
| 8    | Royaume-Uni       | 1             | 2                 | 1                  | 4     |
| 9    | Nouvelle-Zélande  | 1             | 2                 | 0                  | 3     |
| 10   | Danemark          | 1             | 1                 | 2                  | 4     |
| 11   | États-Unis        | 1             | 0                 | 3                  | 3     |
| 12   | Venezuela         | 1             | 0                 | 1                  | 2     |
| 13   | Pays-Bas          | 0             | 3                 | 0                  | 3     |
| 14   | Ukraine           | 0             | 2                 | 0                  | 2     |
| 15   | Russie            | 0             | 1                 | 2                  | 3     |
| 16   | Slovaquie         | 0             | 1                 | 1                  | 2     |
| 17   | Pologne           | 0             | 0                 | 3                  | 2     |
| 18   | Suède             | 0             | 0                 | 2                  | 2     |
| 19   | France            | 0             | 0                 | 1                  | 1     |
| 19   | Hongrie           | 0             | 0                 | 1                  | 1     |
| 19   | Roumanie          | 0             | 0                 | 1                  | 1     |
| #    | 21 pays médaillés | 32            | 32                | 32                 | 96    |

## Podiums

### Hommes
| Épreuves             | Or                                                                       | Or             | Argent                                                                       | Argent         | Bronze                                                                | Bronze        |
| -------------------- | ------------------------------------------------------------------------ | -------------- | ---------------------------------------------------------------------------- | -------------- | --------------------------------------------------------------------- | ------------- |
| Nage libre           |                                                                          |                |                                                                              |                |                                                                       |               |
| 50 m                 | Francisco Sánchez (en)                                                   | 21 s 80        | Fernando Scherer                                                             | 22 s 08        | Changji Jiang                                                         | 22 s 17       |
| 100 m                | Fernando Scherer                                                         | 47 s 97        | Gustavo Borges                                                               | 48 s 00        | Francisco Sánchez (en)                                                | 48 s 46       |
| 200 m                | Gustavo Borges                                                           | 1 min 45 s 55  | Trent Bray                                                                   | 1 min 46 s 18  | Michael Klim                                                          | 1 min 46 s 44 |
| 400 m                | Daniel Kowalski                                                          | 3 min 45 s 15  | Jörg Hoffmann                                                                | 3 min 45 s 65  | Malcolm Allen                                                         | 3 min 47 s 00 |
| 1 500 m              | Daniel Kowalski                                                          | 14 min 48 s 51 | Ian Wilson                                                                   | 14 min 49 s 72 | Jörg Hoffmann                                                         | 15 min 5 s 36 |
| Papillon             |                                                                          |                |                                                                              |                |                                                                       |               |
| 100 m                | Scott Miller                                                             | 52 s 38        | Denis Pimankov                                                               | 52 s 64        | Michael Klim                                                          | 52 s 80       |
| 200 m                | Scott Goodman                                                            | 1 min 54 s 79  | Scott Miller                                                                 | 1 min 56 s 36  | Chris-Carol Bremer                                                    | 1 min 57 s 30 |
| Dos                  |                                                                          |                |                                                                              |                |                                                                       |               |
| 100 m                | Rodolfo Falcón                                                           | 53 s 12        | Neil Willey                                                                  | 53 s 22        | Jirka Letzin                                                          | 53 s 65       |
| 200 m                | Rodolfo Falcón                                                           | 1 min 55 s 16  | Chris Renaud                                                                 | 1 min 55 s 27  | Tamás Deutsch                                                         | 1 min 56 s 18 |
| Brasse               |                                                                          |                |                                                                              |                |                                                                       |               |
| 100 m                | Mark Warnecke                                                            | 59 s 89        | Paul Kent                                                                    | 1 min 0 s 14   | Stanislav Lopukhov                                                    | 1 min 0 s 33  |
| 200 m                | Wang Yiwu                                                                | 2 min 11 s 11  | Ryan Mitchell                                                                | 2 min 11 s 46  | Jean-Lionel Rey                                                       | 2 min 11 s 92 |
| 4 nages              |                                                                          |                |                                                                              |                |                                                                       |               |
| 200 m                | Matthew Dunn                                                             | 1 min 56 s 86  | Curtis Myden                                                                 | 1 min 58 s 56  | Marcin Maliński                                                       | 1 min 58 s 61 |
| 400 m                | Matthew Dunn                                                             | 4 min 8 s 02   | Curtis Myden                                                                 | 4 min 9 s 39   | Marcin Maliński                                                       | 4 min 10 s 37 |
| Relais               |                                                                          |                |                                                                              |                |                                                                       |               |
| 4 × 100 m nage libre | Brésil Fernando Scherer Alexandre Massura André Cordeiro Gustavo Borges  | 3 min 12 s 42  | Australie Brett Hawke Michael Klim Richard Upton Matthew Dunn                | 3 min 17 s 27  | Roumanie Ivan Nicolae Razvan Petcu Alexandru Ioanavici Nicolae Butacu | 3 min 17 s 40 |
| 4 × 200 m nage libre | Australie Michael Klim Matthew Dunn Malcolm Allen Daniel Kowalski        | 7 min 7 s 97   | Allemagne Chris-Carol Bremer Steffen Zesner Torsten Spanneberg Jörg Hoffmann | 7 min 13 s 42  | Brésil Cassiano Leal Fernando Zaez Teofilo Ferreira Gustavo Borges    | 7 min 13 s 64 |
| 4 × 100 m 4 nages    | Nouvelle-Zélande Jonathan Winter Paul Kent Murray Burdan Nicholas Tongue | 3 min 35 s 69  | Australie Adrian Radley Robert van der Zant Scott Miller Michael Klim        | 3 min 36 s 35  | Russie Sergei Sudakov Alexander Tkachev Denis Pimankov Yuri Mukhin    | 3 min 36 s 88 |

### Femmes
| Épreuves             | Or                                                                     | Or               | Argent                                                                  | Argent        | Bronze                                                                   | Bronze        |
| -------------------- | ---------------------------------------------------------------------- | ---------------- | ----------------------------------------------------------------------- | ------------- | ------------------------------------------------------------------------ | ------------- |
| Nage libre           |                                                                        |                  |                                                                         |               |                                                                          |               |
| 50 m                 | Le Jingyi                                                              | 24 s 62          | Angela Postma                                                           | 25 s 10       | Sandra Völker                                                            | 25 s 21       |
| 100 m                | Le Jingyi                                                              | 53 s 23          | Chao Na                                                                 | 54 s 52       | Sandra Völker                                                            | 54 s 69       |
| 200 m                | Claudia Poll                                                           | 1 min 55 s 42 RM | Susie O'Neill                                                           | 1 min 56 s 42 | Martina Moravcová                                                        | 1 min 56 s 61 |
| 400 m                | Claudia Poll                                                           | 4 min 5 s 18     | Carla Geurts                                                            | 4 min 6 s 20  | Sarah Hardcastle                                                         | 4 min 7 s 20  |
| 800 m                | Sarah Hardcastle                                                       | 8 min 25 s 46    | Carla Geurts                                                            | 8 min 27 s 03 | Ping Lio                                                                 | 8 min 29 s 95 |
| Papillon             |                                                                        |                  |                                                                         |               |                                                                          |               |
| 100 m                | Liu Limin                                                              | 58 s 68 RM       | Susie O'Neill                                                           | 58 s 69       | Angela Kennedy                                                           | 58 s 74       |
| 200 m                | Susie O'Neill                                                          | 2 min 6 s 18     | Liu Limin                                                               | 2 min 6 s 51  | Mette Jacobsen                                                           | 2 min 11 s 07 |
| Dos                  |                                                                        |                  |                                                                         |               |                                                                          |               |
| 100 m                | Misty Hyman                                                            | 1 min 0 s 21     | Mette Jacobsen                                                          | 1 min 0 s 25  | Barbara Bedford                                                          | 1 min 0 s 63  |
| 200 m                | Mette Jacobsen                                                         | 2 min 8 s 18     | Dagmar Hase                                                             | 2 min 9 s 00  | Leigh Habler                                                             | 2 min 9 s 33  |
| Brasse               |                                                                        |                  |                                                                         |               |                                                                          |               |
| 100 m                | Samantha Riley                                                         | 1 min 5 s 70 RM  | Svitlana Bondarenko                                                     | 1 min 7 s 78  | Linley Frame                                                             | 1 min 8 s 61  |
| 200 m                | Samantha Riley                                                         | 2 min 20 s 85 RM | Svitlana Bondarenko                                                     | 2 min 24 s 78 | Alicja Pęczak                                                            | 2 min 25 s 65 |
| 4 nages              |                                                                        |                  |                                                                         |               |                                                                          |               |
| 200 m                | Elli Overton                                                           | 2 min 11 s 67    | Martina Moravcová                                                       | 2 min 11 s 91 | Louise Karlsson                                                          | 2 min 12 s 38 |
| 400 m                | Joanne Malar                                                           | 4 min 36 s 40    | Nancy Sweetnam                                                          | 4 min 37 s 04 | Britta Vestergaard                                                       | 4 min 37 s 10 |
| Relais               |                                                                        |                  |                                                                         |               |                                                                          |               |
| 4 × 100 m nage libre | Chine Chao Na Shan Ying Han Xue Le Jingyi                              | 3 min 37 s 00    | Australie Melanie Dodd Sarah Ryan Anna Windsor Susie O'Neill            | 3 min 38 s 72 | Suède Johanna Sjöberg Louise Karlsson Linda Olofsson Louise Jöhncke      | 3 min 40 s 66 |
| 4 × 200 m nage libre | Canada Marianne Limpert Shannon Shakespeare Sarah Evanetz Joanne Malar | 7 min 58 s 25    | Allemagne Dagmar Hase Kerstin Kielgass Julia Jung Franziska van Almsick | 8 min 1 s 11  | Australie Anna Windsor Samantha Mackie Nicole Livingstone Susie O'Neill  | 8 min 1 s 86  |
| 4 × 100 m 4 nages    | Australie Elli Overton Samantha Riley Angela Kennedy Susie O'Neill     | 4 min 0 s 46     | Canada Julie Howard Lisa Flood Jessica Amey Shannon Shakespeare         | 4 min 3 s 89  | États-Unis Barbara Bedford Kelli King-Bednar Misty Hyman Courtney Shealy | 4 min 4 s 34  |

## Légende
- RM  : record du monde